# Grammy Awards 1978
Die Grammy-Verleihung vom 23. Februar 1978 war das 20. Jubiläum für diesen US-amerikanischen Musikpreis.
Und zur Feier gab es bei den Grammy Awards 1978 zum ersten Mal über 50 Preise: 51 Kategorien aus 16 Feldern wurden ausgezeichnet.

## Hauptkategorien
Single des Jahres (Record of the Year):
- Hotel California von den Eagles

Album des Jahres (Album of the Year):
- Rumours von Fleetwood Mac

Song des Jahres (Song of the Year):
- Evergreen (Love Theme from A Star Is Born) von Barbra Streisand (Autoren: Barbra Streisand, Paul Williams)
- You Light Up My Life von Debby Boone (Autor: Joe Brooks)

Bester neuer Künstler (Best New Artist):
- Debby Boone

## Pop
Beste weibliche Gesangsdarbietung – Pop (Best Pop Vocal Performance, Female):
- Evergreen (Love Theme from A Star Is Born) von Barbra Streisand

Beste männliche Gesangsdarbietung – Pop (Best Pop Vocal Performance, Male):
- Handy Man von James Taylor

Beste Darbietung eines Duos oder einer Gruppe mit Gesang – Pop (Best Pop Performance By A Duo Or Group With Vocals):
- How Deep Is Your Love von den Bee Gees

Beste Instrumentaldarbietung – Pop (Best Pop Instrumental Performance):
- Star Wars Soundtrack von John Williams

## Rhythm & Blues
Beste weibliche Gesangsdarbietung – R&B (Best R&B Vocal Performance, Female):
- Don't Leave Me This Way von Thelma Houston

Beste männliche Gesangsdarbietung – R&B (Best R&B Vocal Performance, Male):
- Unmistakably Lou von Lou Rawls

Beste Darbietung eines Duos oder einer Gruppe mit Gesang – Pop (Best R&B Performance By A Duo Or Group With Vocals):
- Best Of My Love von den Emotions

Beste Instrumentaldarbietung – R&B (Best R&B Instrumental Performance):
- Q von den Brothers Johnson

Bester R&B-Song (Best R&B Song):
- You Make Me Feel Like Dancing von Leo Sayer (Autoren: Leo Sayer, Vini Poncia)

## Country
Beste weibliche Gesangsdarbietung – Country (Best Country Vocal Performance, Female):
- Don't It Make My Brown Eyes Blue von Crystal Gayle

Beste männliche Gesangsdarbietung – Country (Best Country Vocal Performance, Male):
- Lucille von Kenny Rogers

Beste Countrygesangsdarbietung eines Duos oder einer Gruppe (Best Country Vocal Performance By A Duo Or Group):
- Heaven's Just A Sin Away von den Kendalls

Bestes Darbietung eines Countryinstrumentals (Best Country Instrumental Performance):
- Country Instrumentalist Of The Year von Hargus Pig Robbins

Bester Countrysong (Best Country Song):
- Don't It Make My Brown Eyes Blue von Crystal Gayle (Autor: Richard Leigh)

## Jazz
Beste Jazz-Gesangsdarbietung (Best Jazz Vocal Performance):
- Look To The Rainbow von Al Jarreau

Beste Jazz-Darbietung eines Solisten (Best Jazz Performance By A Soloist):
- The Giants von Oscar Peterson

Beste Jazz-Darbietung einer Gruppe (Best Jazz Performance By A Group):
- The Phil Woods Six – Live From The Showboat von der Phil Woods Six

Beste Jazz-Darbietung einer Big Band (Best Jazz Performance By A Big Band):
- Prime Time von Count Basie

## Gospel
Beste traditionelle Gospel-Darbietung (Best Gospel Performance, Traditional):
- Just A Little Talk With Jesus von den Oak Ridge Boys

Beste zeitgenössische oder Inspirational-Gospel-Darbietung (Best Gospel Performance, Contemporary Or Inspirational):
- Sail On von den Imperials

Beste traditionelle Soul-Gospel-Darbietung (Best Soul Gospel Performance, Traditional):
- James Cleveland Live At Carnegie Hall von James Cleveland

Beste zeitgenössische Soul-Gospel-Darbietung (Best Soul Gospel Performance, Contemporary):
- Wonderful! von Edwin Hawkins

Beste Inspirational-Darbietung (Best Inspirational Performance):
- Home Where I Belong von B. J. Thomas

## Latin
Beste Latin-Aufnahme (Best Latin Recording)
- Dawn von Mongo Santamaría

## Folk
Beste Ethnofolk- oder traditionelle Folk-Aufnahme (Best Ethnic Or Traditional Recording):
- Hard Again von Muddy Waters

## Für Kinder
Beste Aufnahme für Kinder (Best Recording For Children):
- Aren't You Glad You're You von verschiedenen Interpreten (Produzenten: Christopher Cerf, Jim Timmens)

## Sprache
Beste gesprochene Aufnahme (Best Spoken Word Recording):
- The Belle of Amherst von Julie Harris

## Comedy
Beste Comedy-Aufnahme (Best Comedy Recording):
- Let's Get Small von Steve Martin

## Musical Show
Bestes Cast-Show-Album (Best Cast Show Album):
- Annie von der Originalbesetzung mit Andrea McArdle und Dorothy Loudon (Komponisten: Martin Charnin, Charles Strouse; Produzenten: Larry Morton, Charles Strouse)

## Komposition / Arrangement
Beste Instrumentalkomposition (Best Instrumental Composition):
- Main Title From Star Wars (Komponist: John Williams)

Beste Originalmusik geschrieben für einen Film oder ein Fernsehspecial (Best Original Score Written For A Motion Picture Or A Television Special):
- Star Wars (Komponist: John Williams)

Bestes Instrumentalarrangement (Best Instrumental Arrangement):
- Nadia's Theme (The Young And The Restless) von Barry De Vorzon (Arrangeure: Harry Betts, Perry Botkin, Barry De Vorzon)

Bestes Arrangement mit Gesangsbegleitung (Best Arrangement Accompanying Vocals):
- Love Theme From A Star Is Born (Evergreen) von Barbra Streisand (Arrangeur: Ian Freebairn-Smith)

Bestes Gesangsarrangement (Best Arrangement For Voices):
- New Kid In Town von den Eagles

## Packages und Album-Begleittexte
Bestes Album-Paket (Best Album Package):
- Simple Dreams von Linda Ronstadt (Künstlerischer Leiter: John Kosh)

Bester Album-Begleittext (Best Album Notes):
- Bing Crosby – A Legendary Performer von Bing Crosby (Verfasser: George T. Simon)

## Produktion und Technik
Beste technische Aufnahme, ohne klassische Musik (Best Engineered Recording, Non-Classical):
- Aja von Steely Dan (Technik: Al Schmitt, Bill Schnee, Elliot Scheiner, Roger Nichols)

Beste technische Klassikaufnahme (Best Engineered Recording, Classical):
- Maurice Ravel: Bolero vom Chicago Symphony Orchestra unter Leitung von Georg Solti (Technik: Kenneth Wilkinson)

Produzent des Jahres (Producer Of The Year):
- Peter Asher

## Klassische Musik
Bestes Klassik-Album (Best Classical Album):
- Concert of the Century von Dietrich Fischer-Dieskau, Vladimir Horowitz, Yehudi Menuhin, Mstislaw Rostropowitsch, Isaac Stern, Lyndon Woodside und den New Yorker Philharmonikern unter Leitung von Leonard Bernstein

Beste klassische Orchesterdarbietung (Best Classical Orchestral Performance):
- Mahler: Symphonie Nr. 9 in D-Dur vom Chicago Symphony Orchestra unter Leitung von Carlo Maria Giulini

Beste Opernaufnahme (Best Opera Recording):
- Gershwin: Porgy and Bess von Donnie Albert, Carol Brice, Clamma Dale und dem Houston Grand Opera Orchestra unter Leitung von John De Main

Beste Chor-Darbietung, Klassik (ohne Oper) (Best Choral Performance, Classical, Other Than Opera):
- Verdi: Requiem vom Chicago Symphony Orchestra und Chor unter Leitung von Georg Solti

Beste Soloinstrument-Darbietung mit Orchester (Best Classical Performance Instrumental Soloist or Soloists with Orchestra):
- Vivaldi: Die vier Jahreszeiten von Itzhak Perlman und dem London Philharmonic Orchestra

Beste Soloinstrument-Darbietung ohne Orchester (Best Classical Performance Instrumental Soloist or Soloists without Orchestra):
- Beethoven: „Klaviersonate Nr. 18 in Es-Dur“ / Schumann: Fantasiestücke op. 12 (Schumann) von Artur Rubinstein

Beste Kammermusik-Darbietung (Best Chamber Music Performance):
- Schönberg: Streichquartette (Gesamtaufnahme) vom Juilliard String Quartet

Beste klassische Solo-Gesangsdarbietung (Best Classical Vocal Soloist Performance):
- Bach: Arien von Janet Baker und der Academy of St. Martin in the Fields unter Leitung von Neville Marriner

## Special Merit Awards
Der Grammy Lifetime Achievement Award und der Trustees Award wurden 1978 nicht vergeben.